# Laguna de Chicabal
O Lago Chicabal é um lago de cratera localizado na Guatemala. Encontra-se alojado no Vulcão Chicabal localizado no município de San Martin Sacatepequez no departamento de Quetzaltenango. O cume do vulcão e do lago estão envoltos em floresta e geralmente em serradas nebelinas.
Este lago é um lugar sagrado segundo a visão do mundo dos povos Mam. Nas suas margens são localizados vários altares que ao longo dos tempos tem sido usados pelos sacerdotes maias. Viagens a este local não são permitidos no início de maio com vista a não atrapalhar as cerimónias e celebrações dos povos Mam. Por causa de seu valor espiritual não é permitido nadar ou tomar banho no lago.